# Elliphant
Ellinor Olovsdotter, conocida por su nombre artístico Elliphant (Estocolmo, 8 de octubre de 1985) es una cantante y rapera sueca. El sonido de Elliphant fue inicialmente creado junto al dúo de productores suecos Jungle, integrado por Tim Deneve y Ted Krotkiewski. La música que crearon juntos captó la atención de la discográfica Ten Music Group,  con quienes Elliphant firmó en 2011.

## Primeros años
Elliphant nació en Estocolmo, Suecia.

## Carrera de música

### Pre 2013: Inicios de su carrera
Su carrera empezó con la aparición de su single debut «Tekkno Scene» con Adam Kanyama en 2012 que fue recibido positivamente y se incluyó en el videojuego de fútbol, FIFA 13. Se la comparó con la música de Diplo y M.I.A.
Más adelante, Elliphant estrenó otro single llamado «Down on Life», junto a su vídeo oficial estrenado en diciembre de 2012 en el canal de YouTube de Pitchfork. Superó rápidamente el millón de vistas.
En una entrevista con Pitchfork anunció su EP debut Elliphant.

### 2013–presente: Elliphant (EP) yA Good Idea
En enero de 2013, publicó Elliphant. Incluía cuatro canciones y un remix, entre ellas «Ciant Hear It» y «Down on Life».
Al poco tiempo, en una entrevista con Idolator confirmó que había firmada con el sello de Dr. Luke y que su primer álbum en Suecia se llamaría A Good Idea. En el verano de 2013, Elliphant declaró que había trabajado con Skrillex en Estocolmo.
El 9 de octubre de 2013,  lanzó en su Suecia nativa, tituló A Good Idea.. El álbum contó con un número de artistas y productores, entre ellos Niki & the Dove en la colaboración «More Fire» además del single previamente lanzado «Down on Life» Actuó en la Block Party de Mad Decent en septiembre.

### 2013–2019:Look Like You Love It,One MoreyLiving Life Golden
Elliphant lanzó otro EP, titulado Look Like You Love It, en abril de 2014, incluyendo producciones de Dr. Luke, Diplo, Skrillex y Dave Sitek.
En otoño de 2014 lanzó el sencillo «One More» con la cantante danesa MØ y un subsecuente EP del mismo nombre. Elliphant además fue telonera de Charli XCX en su tour Girl Power en Norteamérica durante el otoño de 2014.
A principios de julio de 2015, se anunció que su segundo álbum, debut internacional titulado Living Life Golden, se lanzaría el 25 de septiembre. Más adelante se aplazó sin fecha fija. En diciembre de 2015 se anunció que se volvía a posponer al 25 de marzo de 2016. En los ARIA Music Awards del 2017 ganó el premio a la canción del año con su colaboración con Pekin Duk, «Stranger». Como una de las compositoras del tema, Elliphant también ganó el premio "Dance Work of the Year and Most Played Australian Work" en los Premios APRA del 2018.
En 2018, la canción "Everybody" apareció al final de la película The Spy Who Dumped Me. Más tarde ese mismo año, otro tema llamado "To the End" apareció en la película Spider-Man: Un Nuevo Universo, siendo la canción que introducía a Spider-Woman. Se lanzó en enero del 2019.
Precedido por varios singles, en abril de 2021 lanzó su tercer álbum de estudio, segundo internacionalmente Rocking House.

## Discografía

### Álbumes de estudio
- A Good Idea (2013)
- Living Life Golden (2015)
- Rocking House (2021)
- Troll (2024)

### EP
- Elliphant (2013)
- Live Till I Die (2013)
- Look Like You Love It (2014)
- One More (2014)

### Singles
| Title                                                        | Year | Album              |
| ------------------------------------------------------------ | ---- | ------------------ |
| "Tekkno Scene" (con Adam Kanyama)                            | 2012 | Elliphant          |
| "Live Till I Die"                                            | 2013 | A Good Idea        |
| "Music Is Life" (con Ras Fraser Jr.)                         | 2013 | A Good Idea        |
| "Down on Life"                                               | 2013 | A Good Idea        |
| "Could It Be"                                                | 2013 | A Good Idea        |
| "One More" (con MØ)                                          | 2014 | One More           |
| "Never Been in Love"                                         | 2015 | One More           |
| "All or Nothing" (Riton iPad Remix) (con The Gaslamp Killer) | 2015 | Sin álbum          |
| "Love Me Badder"                                             | 2015 | Living Life Golden |
| "Best People in the World"                                   | 2015 | Sin álbum          |
| "Club Now Skunk" (con Big Freedia)                           | 2015 | Sin álbum          |
| "North Star (Bloody Christmas)"                              | 2015 | Sin álbum          |
| "Step Down"                                                  | 2016 | Living Life Golden |
| "Spoon Me"                                                   | 2016 | Living Life Golden |
| "Where Is Home"                                              | 2016 | Living Life Golden |
| "Uterus"                                                     | 2020 | Rocking Horse      |
| "Had Enough"                                                 | 2020 | Rocking Horse      |
| "Time Machine"                                               | 2020 | Rocking Horse      |
| "Lick Me" (with Vera Hotsauce)                               | 2020 | Sin álbum          |
| "Could This Be Love"                                         | 2021 | Rocking Horse      |
| "Drunk & Angry"                                              | 2021 | Rocking Horse      |
| "Notorious"                                                  | 2021 | Rocking Horse      |

### Colaboraciones
| Title                                                           | Year | Certifications     | Album            |
| --------------------------------------------------------------- | ---- | ------------------ | ---------------- |
| "In My Head" (Tilly featuring Elliphant)                        | 2013 |                    | Sin álbum        |
| "Siri" (Yogi con Elliphant y Pusha T)                           | 2015 |                    | Sin álbum        |
| "Stardust" (WDL con Elliphant)                                  | 2015 |                    | No Wings Airline |
| "Blame" (Zeds Dead y Diplo con Elliphant)                       | 2016 |                    | Northern Lights  |
| "Lazers from My Heart" (Birdy Nam Nam con Elliphant)            | 2016 |                    | Dance or Die     |
| "Stranger" (Peking Duk con Elliphant)                           | 2016 | - ARIA: 5× Platino | Sin álbum        |
| "Stockholm White" (UZ y Two Fresh con Elliphant)                | 2017 |                    | Layers           |
| "Good Day" (Yellow Claw y DJ Snake con Elliphant)               | 2017 |                    | Los Amsterdam    |
| "Visa" (Bantu con Elliphant y Soaky Siren)                      | 2017 |                    | Sin álbum        |
| "Jungle" (Loreen con Elliphant)                                 | 2017 |                    | Nude             |
| "HZE" (Mouthe con Elliphant y WDL)                              | 2018 |                    | Sin álbum        |
| "Bitches" (Tove Lo con Charli XCX, Icona Pop, Elliphant y Alma) | 2018 |                    |                  |
| "Revelations" (Adil Omar con Elliphant, SNKM y Shaman Durek)    | 2018 |                    | Transcendence    |